# Claudia Heeb-Fleck
Claudia Heeb-Fleck (geb. 1959) ist eine liechtensteinische Historikerin und Politikerin (Freie Liste).

## Leben
Heeb-Fleck studierte an der Universität Bern und erhielt dort 1988 ihr Lizenziat. Ihre Lizenziatsarbeit hatte den Titel Frauenarbeit in Liechtenstein in der Zwischenkriegszeit 1924-1939
Ab 2005 bekleidete sie zusammen mit Egon Matt das Amt des Präsidenten der Freien Liste, das damit erstmals in der Geschichte der Partei als Doppelspitze besetzt war. Bei der 2005 stattfindenden Landtagswahl kandidierte Heeb-Fleck für ihre Partei im Wahlkreis Oberland und wurde stellvertretende Abgeordnete im liechtensteinischen Landtag. 2009 kandidierte sie erneut, konnte diesmal jedoch kein Mandat erringen. Im Juni 2009 wurden Heeb-Fleck und Matt von Wolfgang Marxer als Parteipräsident abgelöst. Heeb-Fleck gehört weiterhin dem Parteivorstand an.
Des Weiteren ist Heeb-Fleck Geschäftsführerin von infra (Informations- und Kontaktstelle für Frauen).

## Veröffentlichungen
- Zusammen mit Veronika Marxer-Gsell: Die liechtensteinische Migrationspolitik im Spannungsfeld nationalstaatlicher Interessen und internationaler Einbindung 1945-1981. 2001